# پل معلق پیرتقی
پل معلق پیرتقی در ۱۰ کیلومتری شهر گیوی در روی رودخانه قزل اوزن در مسیر جاده اردبیل -سرچم قرار دارد.این پل برای مطالعه و احداث سد در پایین دست این رودخانه به منطقه مورد استفاده پژوهشگران و به سفارش شرکت توسعه منابع آب و نیرو در سال ۱۳۸۸ و صرفاً برای تردد کارکنان کارگاه سد پیرتقی طراحی و ساخته شده بود که اخیراً مورد استفاده مسافران نیز قرار میکیرد.با توجه به نوع کاربری محدود آن از لحاظ تعدد عبورکنندگان میتواند ایمن نباشد.

## نگارخانه

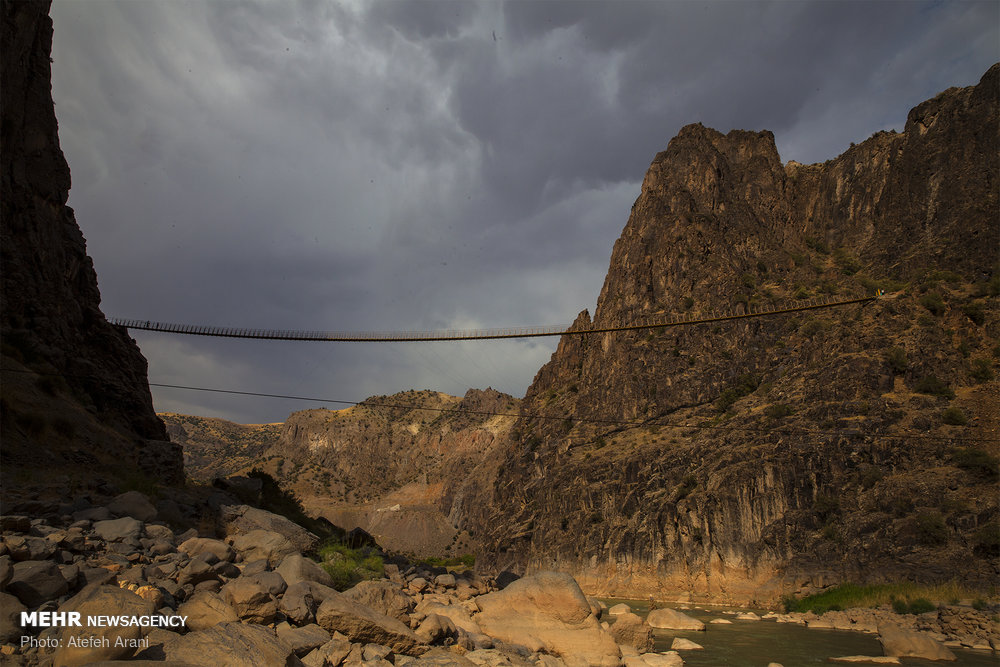
پل معلق پیرتقی در جاده اردبیل-سرچم
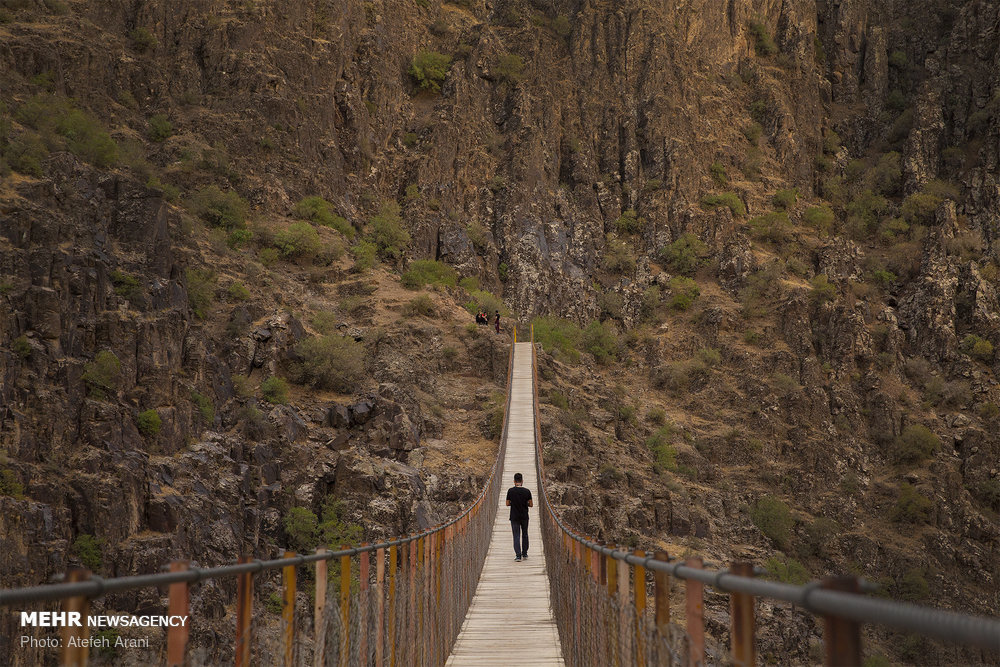
پل معلق در جاده اردبیل-سرچم
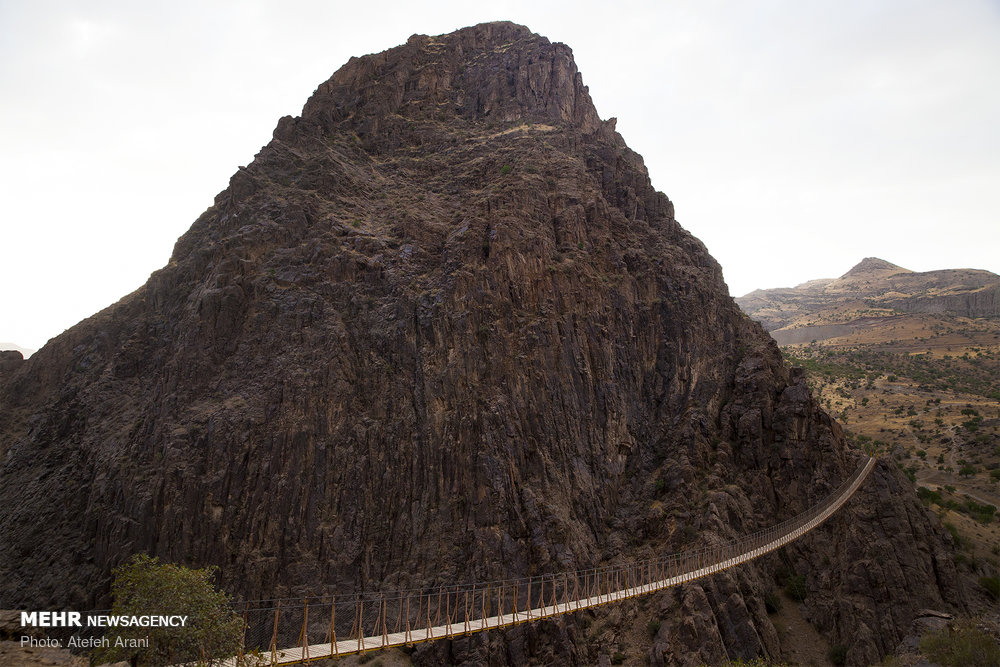
پل معلق در جاده اردبیل-سرچم